# 龍心百貨

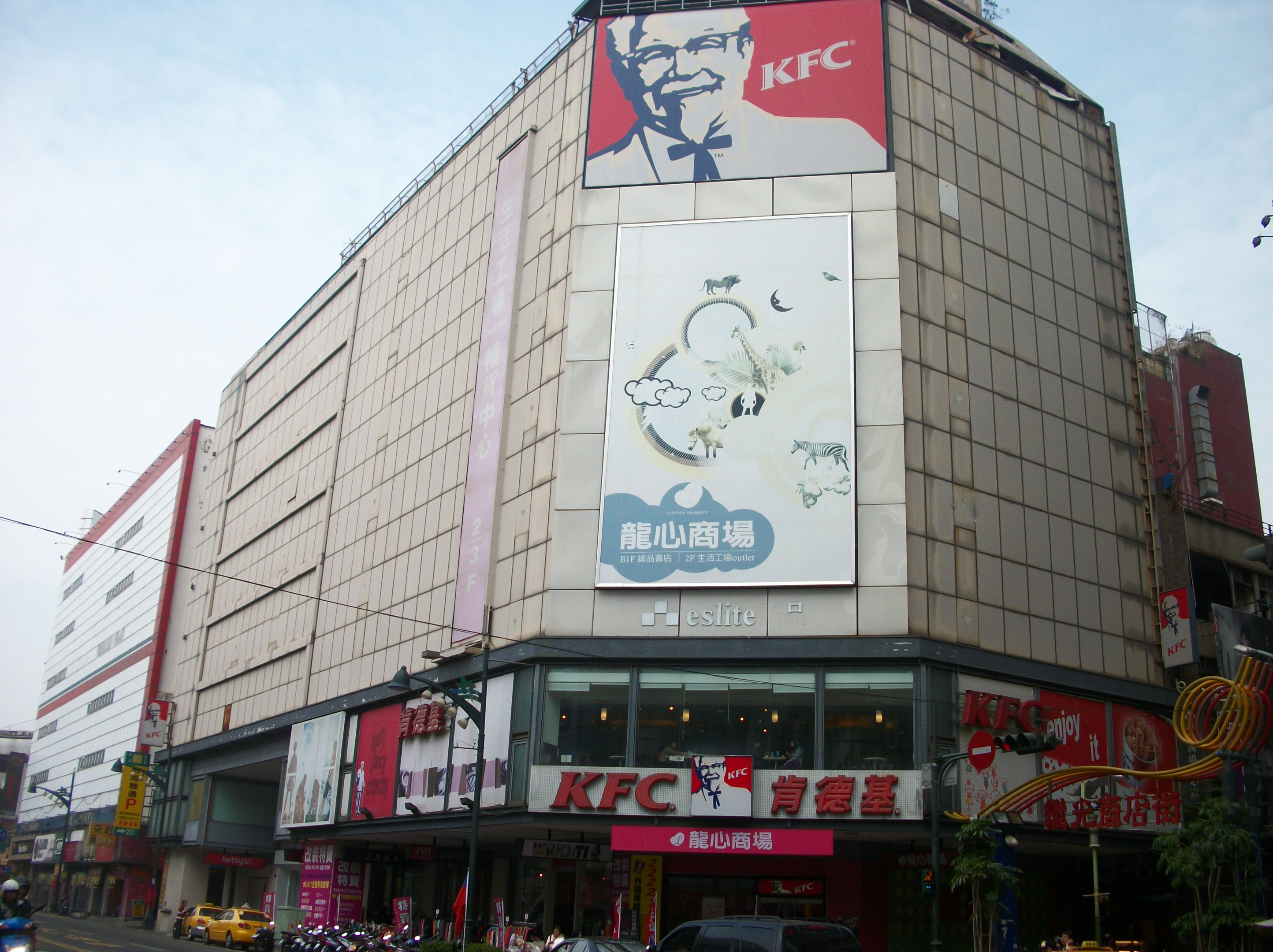
龍心商場時期外觀（2010年）

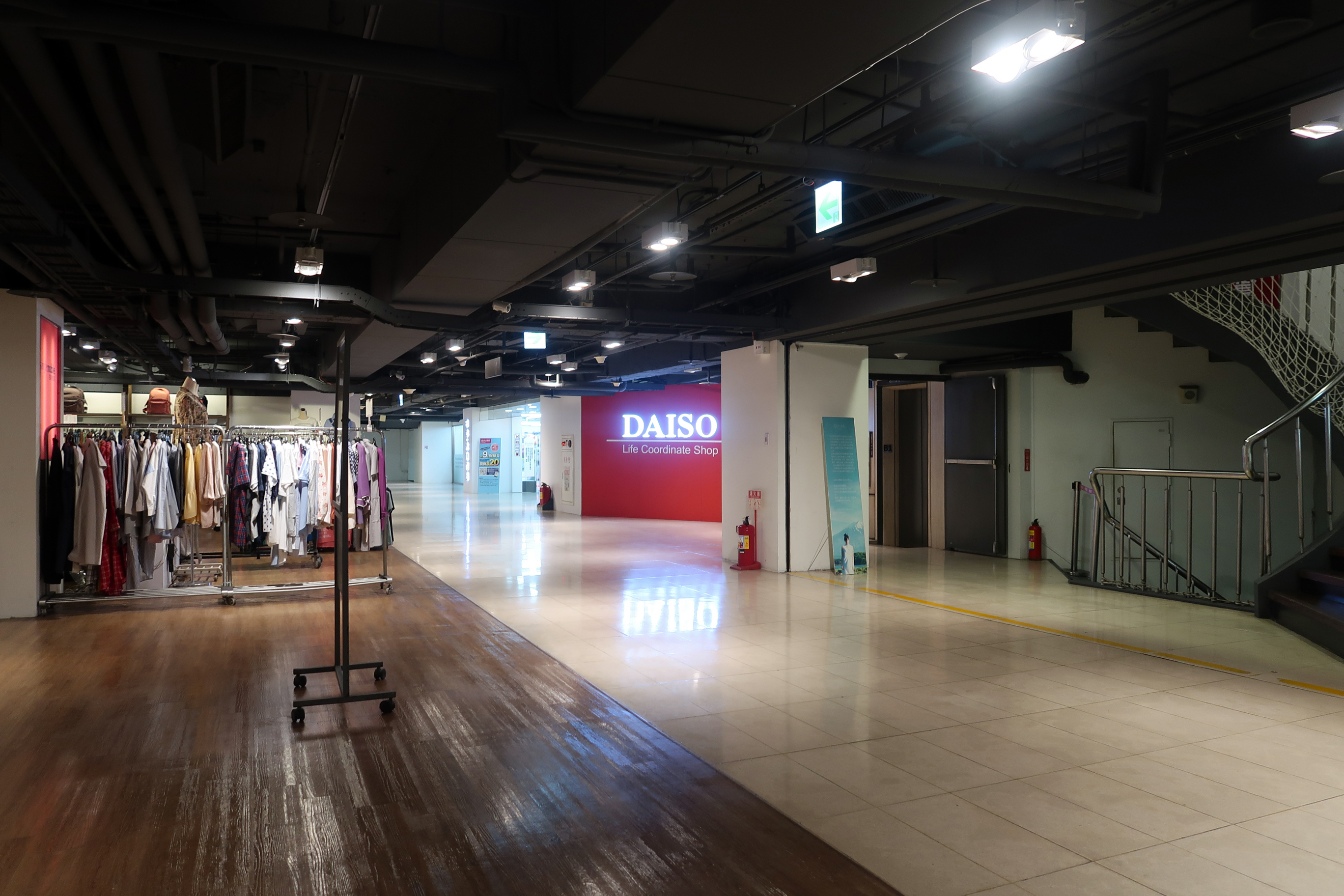
龍心商場B1層商店（2019年）

龍心百貨是一間曾經存在於臺中市中區的百貨公司。1990年代以前，龍心百貨與緊鄰的遠東百貨為當時臺中市營運業績最好的二間百貨公司，更與臺中車站、遠東百貨、永琦百貨共同形成中正路商圈；1990年代以後，臺中市之商圈及人潮轉移別處，站前商圈逐漸沒落，各大百貨與戲院陸續歇業，龍心百貨即於1998年停業，並由誠品集團收購，改為誠品商場龍心店，但由於商業動能不足，目前商場建物的大部分皆閒置中，僅地上1樓有連鎖咖啡店營業。

## 歷史

### 早前
- 1902年，由日本人經營的臺中座（電影院）開設，當時為臺中地區第一間戲院[2]。
- 1947年，二戰後，經營權由臺灣電影公司（今中影公司）接收，並更名臺中戲院[2]。
- 1977年，臺中戲院停業；原址結合隔壁蟬聯多年臺灣省地王多年的吉本百貨進行重建[2]，由中影公司、吉本百貨、北屋建設及眾多小投資者，合資興建北屋百貨投資大廈。
- 1980年10月，北屋百貨開業，附設有復業的臺中戲院及頂樓遊樂場；後因經營不善倒閉，不少投資民眾慘遭套牢[2]。

### 龍心百貨時期
- 1984年，台隆塑膠成立龍心百貨股份有限公司，接手北屋百貨，對其所有權人持有的股權股份稍做處理[2]。
- 1987年，龍心百貨開業（後為與豐原店區分，故改稱台中店）[2]，當時並引進溫娣漢堡。
- 1998年，龍心百貨台中店停業。

### 誠品時期
- 1998年8月，誠品股份有限公司取得龍心百貨股份有限公司97%之股權[3]；12月，誠品商場龍心店開業。
- 2001年，原位於地上七層的誠品文具館與地上八層的誠品書店遷移至地下一層，並逐步縮減商場營業樓層為地下一層至地上二層。
- 2007年，誠新股份有限公司經營的誠品商場因租約到期撤出，商場名稱變更為桃紅色系招牌識別的龍心商場（LONSIN MARKET）。
- 2009年6月，位於地下一層的誠品書店龍心店結束營業；後商場營業樓層再縮至地上一層至地下一層，包含頂好超市及肯德基、大創百貨等商店。
- 2015年8月，誠品股份有限公司進行旗下子公司整併，將龍心百貨股份有限公司併入勤軒建設股份有限公司。
- 2015年10月，誠品生活股份有限公司向誠品股份有限公司旗下子公司的勤軒建設股份有限公司，承租龍心商場，並重新招商改裝。
- 2016年5月，龍心商場（LONSIN PLAZA）改裝進駐商家陸續開業，包括丸亀製麵、吉野家、星巴克、塔吉特、SU：MI、betty's、獨身貴族、大創百貨，分布於地上一層至地下一層。

## 樓層簡介
| 樓層 | 定位   | 用途             |
| ---- | ------ | ---------------- |
| 1樓  | 饗美食 | 咖啡廳（星巴克） |